# Интерлизинг
«Интерлизинг» — российская универсальная лизинговая компания, которая предоставляет услуги по приобретению грузового и легкового автотранспорта, спецтехники, оборудования и недвижимого имущества в лизинг. Кроме продажи техники в лизинг компания предоставляет дополнительные услуги по страхованию имущества, его транспортировке, специальным программам от поставщиков, постановке на учёт автомобилей и пр. Офисы компании расположены в 44 городах Российской Федерации от Калининграда до Владивостока., головной офис расположен в г. Санкт-Петербург.

## Направления и показатели деятельности
Компания «Интерлизинг» работает в направлениях лизинга легкового и грузового автотранспорта, а также в области лизинга спецтехники, сельхозтехники и производственного оборудования. Лизинговый портфель компании составляет 46,1 млрд рублей (с НДС) по итогам 9 месяцев 2022 года. Наиболее популярными предметами лизинга являются: грузовой транспорт — 25 % от общего объёма продаж, легковой транспорт — 19 %, строительная и сельскохозяйственная техника — 37 %, оборудование — 19 %. Также «Интерлизинг» работает с сегментом б/у техники. Доля б/у предметов лизинга в новом бизнесе составляет 19,1 %.
По версии рейтингового агентства «Эксперт РА», «Интерлизинг» занимает 15 место на российском рынке лизинга. Также компания занимает 4 место в сегменте машиностроительного, металлообрабатывающего и металлургического оборудования, 3 место в сегменте медицинской техники и оборудования, а также деревообрабатывающего оборудования, 8 место в сегменте техники для ЖКХ, 3 место в недвижимости и сельскохозяйственной техники, 10 место в сегменте легкового автотранспорта, 9 место в строительной и дорожно-строительной техники, 14 место в сегменте грузовых автомобилей.

## Территориальное расположение
Компания осуществляет свою деятельность в 44 городах России. Филиалы компании расположены в Северо-Западном, Центральном, Приволжском, Южном, Северо-Кавказский, Уральском, Сибирском и Дальневосточном регионах.

## Руководство компании
Компанию основал Кирилл Царев в 1999 году. После 12 лет руководства Царев ушел в Сбербанк, а компания «Интерлизинг» была включена в состав банковской группы «Уралсиб». На данный момент владельцами и банка, и компании выступают члены семьи бизнесмена Владимира Когана, который ушёл из жизни в июне 2019 года.
Генеральным директором компании является Савинов Сергей Анатольевич.

## История компании
Компания «Интерлизинг» была основана 15 июля 1999 года.
| год            | Наиболее значимые для компании события |
| -------------- | --- |
| 1999, декабрь  | проведена первая лизинговая сделка. «Интерлизинг» профинансировал покупку автомобиля Volvo S80 для ДЛТ в Санкт-Петербурге. |
| 2000           | компания вступила в Российскую ассоциацию лизинговых компаний и стала зарегистрированным участником внешнеэкономической деятельности. |
| 2001           | компания открывает первый филиал в Москве. |
| 2002           | ООО «Интерлизинг СПБ» переименован в ООО «Интерлизинг». «Интерлизинг» вступает в ряды Объединённой лизинговой ассоциации (ОЛА). |
| 2003           | по итогам 2003 года в общероссийском рейтинге «Интерлизинг» занимает 20 место (Эксперт РА). |
| 2004           | численность персонала составляет уже 40 человек. Открывается филиал в г. Волгоград. По данным «Эксперт РА» компания занимает 15 место по объёму нового бизнеса.                                                                                   |
| 2006           | штат достиг 100 человек. «ЛизингРевю» присвоил компании 1 место в сегменте лизинга строительной техники в 2006 г. По оценкам «Эксперт РА» в общероссийском рейтинге по итогам 2006 года компания заняла 16 место.                                 |
| 2012           | смена бенефициара, автоматизация бизнес-процессов компании, дальнейшая оптимизация системы управления предприятием. |
| 2014           | по всей территории России работает 10 филиалов. |
| 2017           | утверждена стратегия развития с акцентом на малый и средний бизнес, высокий темп роста, повышение эффективности и автоматизация процессов. |
| 2018, август   | на должность генерального директора назначен Сергей Анатольевич Савинов. |
| 2019           | расширение филиальной сети до 14 представительств. |
| 2020, март     | 25 филиалов, компания перешла на удалённый режим работы и электронный документооборот. |
| 2020, сентября | присвоен рейтинг кредитоспособности на уровне «BBB» Эксперт РА. |
| 2020, ноябрь   | начало размещения биржевых облигации серии 001Р-01 объёмом 1 млрд рублей, смена аудиторской компании на АО"КПМГ". |
| 2020, декабрь  | 2 место в номинации «Розничная лизинговая компания России», Федерация лизинга. |
| 2021, январь   | 15 место среди лизинговых компаний в рейтинге Эксперт РА, полное размещение 3х-летних биржевых облигаций. |
| 2021, апрель   | открыто представительство на Дальнем Востоке (Владивосток, Хабаровск, Благовещенск). |
| 2021, июль     | 35 филиалов, по итогам первого полугодия 2021 года рост продаж — 59 %. |
| 2021, июль     | кредитная линия от СберБанка на 1,5 млрд рублей и Банка ЗЕНИТ на 1 млрд рублей. |
| 2021, сентябрь | размещение второго выпуска облигаций серии 001Р-02, объёмом 1,5 млрд рублей. Повышение кредитного рейтинга до ruBBB+. |
| 2022, март     | рост пула частных инвесторов до 55 %, получение кредитного рейтинга уровня ВВВ и повышение до ВВВ+ позитивный, смена аудитора на BIG4 и размещение 2-х рыночных облигационных займов с привлечением страховых партнёров на сумму 2,5 млрд рублей. |
| 2022, апрель   | увеличение чистой прибыли компании «Интерлизинг» в 2,5 раза до 987 млн рублей. |
| 2022, июль     | «Эксперт РА» повысил кредитный рейтинг ООО «Интерлизинг» до уровня ruA- и изменил прогноз на стабильный. |

## Рейтинговые оценки
Рейтинговое агентство «Эксперт РА»  в 2020 году присвоило компании рейтинговую оценку ruBBB со стабильным прогнозом. В 2021 году рейтинг был повышен до ruBBB+, в 2022 году до ruA- (подтверждён в 2023), в 2024 - до ruA (подтверждён в 2025).